# Dieter Haaßengier
Dieter Haaßengier (* 30. Mai 1934 in Demmin, Kreis Schlochau, Grenzmark Posen-Westpreußen; † 7. Februar 2023 in Garbsen) war ein deutscher Politiker (CDU) und von 1970 bis 1976 Mitglied des Niedersächsischen Landtages.

## Leben
Haaßengier kam mit seinen Eltern 1945 nach Edemissen im Landkreis Peine, wo sein Vater sich als Arzt niederließ. Er machte 1956 am Ratsgymnasium Peine sein Abitur und begann ein Studium der Rechts- und Staatswissenschaften in Marburg und Göttingen. Als Student wurde er Mitglied der Marburger Burschenschaft Alemannia. 1960 schloss er mit dem Referendarexamen und 1965 mit dem Assessorexamen ab. Als Regierungsassessor war er von Mai 1965 bis 1968 persönlicher Referent des Niedersächsischen Kultusministers Langeheine. Im Mai 1968 erfolgte seine Ernennung zum Regierungsrat. Ab Juli 1968 war er beim Regierungspräsidenten in Hannover im Kommunaldezernat tätig. Im Dezember 1968 ließ er sich als Beamter beurlauben und wurde der erste Generalsekretär der CDU in Niedersachsen.
Haaßengier war verheiratet und hatte drei Kinder.

## Politiker
Haaßengier war vom 21. Juni 1970 bis 25. Februar 1976 Mitglied des Niedersächsischen Landtages der 7. und 8. Wahlperiode. Danach war er bis Januar 1981 und von Juli 1982 bis 1986 Staatssekretär des Niedersächsischen Ministeriums für Bundesangelegenheiten sowie von Juli 1986 bis November 1988 Staatssekretär des Niedersächsischen Ministeriums des Innern.

## Quelle
- Barbara Simon: Abgeordnete in Niedersachsen 1946–1994. Biographisches Handbuch. Hrsg.: Präsidenten des Niedersächsischen Landtages. Niedersächsischer Landtag, Hannover 1996, S. 135.